# Этеки, Ян-Брис
Ян-Брис Этеки (фр. Yan Brice Eteki; род. 26 августа 1997, Яунде) — камерунский футболист, полузащитник клуба «Каза Пия» и сборной Камеруна.

## Клубная карьера
Этеки — воспитанник клубов «Леганес» и «Севилья». В 2015 году для получения игровой практики он начал выступать за команду дублёров последнего. В конце того же года Ян-Брис продлил контракт до 2018 года. 21 августа 2016 года в матче против «Жироны» он дебютировал в Сегунде. Летом 2018 года Этеки перешёл в «Альмерию», подписав контракт на два года. 26 августа в матче против «Тенерифе» он дебютировал за новый клуб. Летом 2019 года Этеки вернулся в «Севилью», но через месяц был продан в «Гранаду». 17 августа в матче против «Вильярреала» он дебютировал в Ла Лиге.